# CRUCIFY MY LOVE
"CRUCIFY MY LOVE"는 X JAPAN의 15번째의 싱글이다. 1996년 8월 26일 발매되었다.

## 설명
피아노와 현악기만으로 연주되어, 요시키, 토시만이 참가한다. 도쿄 돔에서 1995년 12월 31일 연주되었던 〈WEEK END〉의 라이브 버전이 수록되어 있다.

## 수록곡
1. CRUCIFY MY LOVE  (요시키 작사·곡)
2. WEEK END ('95 TOKYO DOME LIVE VERSION) (요시키 작사·곡)